# ADO in het seizoen 1958/59
Het seizoen 1958/1959 was het vijfde jaar in het bestaan van de Haagse betaaldvoetbalclub ADO. De club kwam uit in de Eredivisie en eindigde daarin op de 13e plaats. Tevens deed de club mee aan het toernooi om de KNVB Beker, hierin werd in de finale verloren van VVV (1–4).

## Wedstrijdstatistieken

### Eredivisie
|       | Ajax  | Blauw-Wit | DOS   | DWS/A | Elinkwijk | Sportclub Enschede | Feijenoord | Fortuna '54 | MVV   | NAC   | NOAD  | PSV   | Rapid JC | SHS   | Sparta | VVV   | Willem II |
| ----- | ----- | --------- | ----- | ----- | --------- | ------------------ | ---------- | ----------- | ----- | ----- | ----- | ----- | -------- | ----- | ------ | ----- | --------- |
| Thuis | 3 – 4 | 1 – 2     | 1 – 1 | 4 – 4 | 2 – 1     | 2 – 0              | 2 – 1      | 2 – 4       | 0 – 1 | 3 – 1 | 5 – 1 | 2 – 2 | 2 – 2    | 3 – 2 | 1 – 6  | 5 – 1 | 7 – 3     |
| Uit   | 3 – 3 | 1 – 1     | 5 – 0 | 2 – 1 | 3 – 1     | 2 – 1              | 4 – 0      | 3 – 1       | 7 – 1 | 2 – 1 | 1 – 1 | 1 – 2 | 6 – 0    | 2 – 2 | 4 – 1  | 1 – 1 | 1 – 1     |

### KNVB Beker
| 1e ronde                                         | ADO                                                                    | 2 – 1 (2 – 0)                      | GDA |
| 19 april 1959 Plaats: Den Haag Zuiderparkstadion | Carol Schuurman 10' Guus Haak 17'                                      |                                    | 52' Toon van Gaalen                                                                                        |
| 2e ronde                                         | DHL                                                                    | 0 – 7 (0 – 3)                      | ADO |
| 30 april 1959 Plaats: Delft Brasserskade         |                                                                        |                                    | 10' Mick Clavan 15', 55' Wim Waasdorp 43' Jan Verhoek 50' (pen.) Theo Timmermans 60' Lex Rijnvis Guus Haak |
| 3e ronde                                         | ADO                                                                    | 3 – 2 (2 – 2)                      | EDO |
| 9 mei 1959 Plaats: Den Haag Zuiderparkstadion    | Lex Rijnvis 20', 23', 80' (pen.)                                       |                                    | 30' Henk Belfroid 32' Jaap Duivenvoorden                                                                   |
| 4e ronde                                         | ADO                                                                    | 2 – 1 (0 – 1)                      | Elinkwijk                                                                                                  |
| 26 mei 1959 Plaats: Den Haag Zuiderparkstadion   | Roel Timmer 70', 85'                                                   |                                    | 25' Henny van Egdom                                                                                        |
| Kwartfinale                                      | HVC                                                                    | 1 – 4 (0 – 1)                      | ADO |
| 6 juni 1959 Plaats: Amersfoort Birkhoven         | Bennie Marcus                                                          |                                    | 12' Henny den Engelse 56', 58' Lex Rijnvis 68' (e.d.) Bertus van de Biezenbos                              |
| Halve finale                                     | ADO                                                                    | 2 – 1 (1 – 1, 1 – 1) Na verlenging | Sparta |
| 10 juni 1959 Plaats: Den Haag Zuiderparkstadion  | Roel Timmer 21' Lex Rijnvis 116'                                       |                                    | 25' Piet de Vries                                                                                          |
| Finale                                           | VVV                                                                    | 4 – 1 (2 – 1)                      | ADO |
| 17 juni 1959 Plaats: Den Haag Zuiderparkstadion  | Herman Teeuwen 23' Hans Sleven 32' Jan Klaassens 56' Jan Schatorjé 70' |                                    | 7' 42' (pen.) Roel Timmer                                                                                  |

## Statistieken ADO 1958/1959

### Eindstand ADO in de Nederlandse Eredivisie 1958 / 1959
| Stand | Gespeeld | Gewonnen | Gelijk | Verloren | Punten | Doelpunten voor | Doelpunten tegen |
| ----- | -------- | -------- | ------ | -------- | ------ | --------------- | ---------------- |
| 13e   | 34       | 9        | 10     | 15       | 28     | 63              | 84               |

### Topscorers
| #      | Naam              | Goal |
| ------ | ----------------- | ---- |
| 1.     | Carol Schuurman   | 19   |
| 2.     | Mick Clavan       | 8    |
| 2.     | Roel Timmer       | 8    |
| 4.     | Lex Rijnvis       | 7    |
| 5.     | Henny den Engelse | 6    |
| 5.     | Harry Vreken      | 6    |
| 7.     | Theo Timmermans   | 5    |
| 8.     | Jaap Advocaat     | 1    |
| 8.     | Guus Haak         | 1    |
| 8.     | Karel Jansen      | 1    |
| 8.     | Wim Timmermans    | 1    |
| Totaal | Totaal            | 63   |

| #              | Naam                          | Goal |
| -------------- | ----------------------------- | ---- |
| 1.             | Lex Rijnvis                   | 7    |
| 2.             | Roel Timmer                   | 4    |
| 3.             | Guus Haak                     | 2    |
| 3.             | Wim Waasdorp                  | 2    |
| 5.             | Mick Clavan                   | 1    |
| 5.             | Henny den Engelse             | 1    |
| 5.             | Carol Schuurman               | 1    |
| 5.             | Theo Timmermans               | 1    |
| 5.             | Jan Verhoek                   | 1    |
| Eigen doelpunt |                               |      |
| –              | Bertus van de Biezenbos {HVC) | 1    |
| Totaal         | Totaal                        | 21   |

## Voetnoten
ADO ·
Ajax ·
Blauw-Wit ·
DOS ·
DWS/A ·
Elinkwijk ·
Sportclub Enschede ·
Feijenoord ·
Fortuna '54 ·
MVV ·
NAC ·
NOAD ·
PSV ·
Rapid JC ·
SHS ·
Sparta ·
VVV ·
Willem II